# قحطی روسیه در سال‌های ۲۲–۱۹۲۱
قحطی روسیه در سالهای ۲۲-۱۹۲۱، همچنین به عنوان قحطی ولگا شناخته می شود، قحطی در جمهوری فدراتیو سوسیالیستی روسیه شوروی که در بهار سال ۱۹۲۱ آغاز شد و تا اوایل ۱۹۲۲ به طول انجامید.

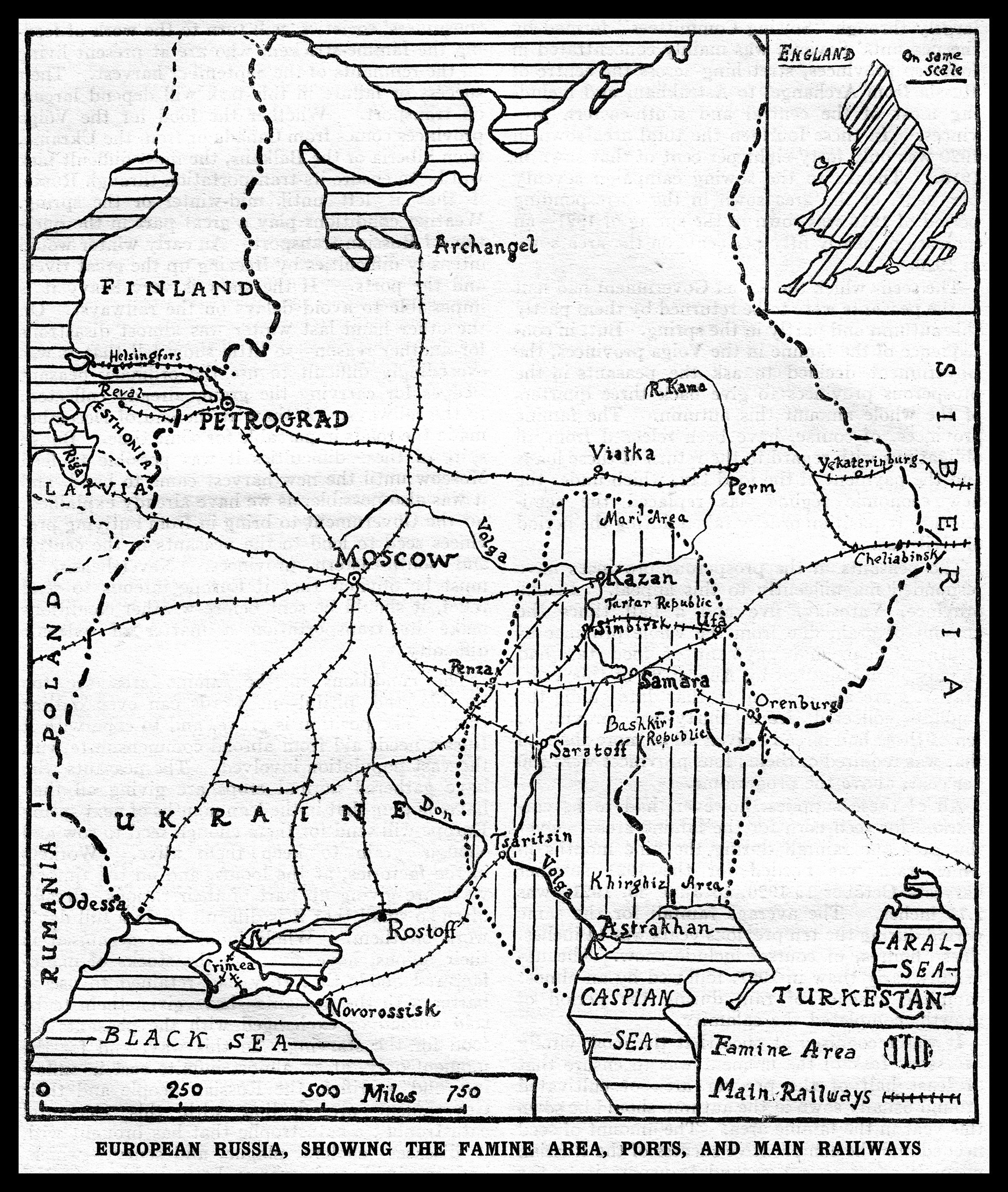
منطقه قحطی در پاییز سال ۱۹۲۱

این قحطی حدود ۵ میلیون نفر را از بین برد ، و در درجه نخست مناطق نواحی ولگا و اورال را تحت تأثیر قرار داد ،   و دهقانان به هم‌نوع‌خواری متوسل شدند.    قحطی ناشی از اثرات ترکیبی از آشفتگی اقتصادی به دلیل انقلاب روسیه و جنگ داخلی روسیه بود که توسط سیستم های ریلی تشدید شد و نتوانستند توزیع مواد غذایی مؤثر را انجام دهند.
یکی از خشکسالی های متناوب روسیه در سال ۱۹۲۱ اوضاع را به یک فاجعه ملی بدتر کرد. گرسنگی آنقدر شدید بود که بذر دانه را به جای کاشت می خوردند. در یک مقطع آژانس های امدادی برای انتقال تجهیزات خود مجبور به تهیه غذا به کارکنان راه آهن شدند. ایالات متحده مواد غذایی و دارویی را ارسال کرد که حدود ۱۱ میلیون نفر را سیر می کرد. 

## سرچشمه
پیش از شروع قحطی ، روسیه شش سال و نیم از جنگ جهانی اول و جنگ های داخلی از سال ۲۰-۱۹۱۸ متحمل شده بود ، تخمین زده می شود ۱۲-۷ میلیون در طول جنگ داخلی روسیه کشته شدند که بیشتر غیرنظامیان. 

جنگ داخلی روسیه در ۱۹-۱۹۱۸

پیش از قحطی ، همه طرف ها در جنگ های داخلی روسیه از ۲۱-۱۹۱۸ بلشویک ها ، سفیدپوستان ، آنارشیسمها ، ملیت های جدا شده - با گرفتن مواد غذایی از کسانی که آن را پرورش داده بودند ، خود را برای تهیه ارتش و هوادارانشان فراهم کرده بودند . دولت بلشویک برای کم و بیش چیزی در ازای آن ، نیازهایی را برای دهقانان فراهم کرده بود. این باعث شد دهقانان به طور چشمگیری تولید محصول خود را کاهش دهند. دهقانان ثروتمند ( کولاک ) از غلات اضافی خود برای فروش در بازار سیاه خودداری کردند.    در سال ۱۹۲۰ ، لنین دستور داد تاکید بیشتری بر غذاهای مورد نیاز دهقانان شود.
کمک های خارج از روسیه شوروی ابتدا رد شد. اداره امداد آمریکا که هربرت هوور برای کمک به قربانیان گرسنه جنگ جهانی اول تشکیل داد ، در سال ۱۹۱۹ به لنین کمک کرد ، مشروط بر اینکه تمام گفته ها را از طریق شبکه راه آهن روسیه بیان کنند و غذا را به طور غیرمستقیم به همه تحویل دهند. لنین از این امر به عنوان دخالت در امور داخلی روسیه یاد کرد.
لنین سرانجام با این قحطی ، شورش کرونشتات ، قیام دهقانان در مقیاس بزرگ مانند شورش تامبوف و شکست یک اعتصاب سراسری در آلمان قانع شد - تا سیاست خود را در داخل و خارج از کشور معکوس کند. وی در ۱۵ مارس ۱۹۲۱ سیاست جدید اقتصادی را تصویب کرد. قحطی همچنین به ایجاد گشودن به غرب کمک کرد: لنین به سازمان های امدادی اجازه داد تا این بار کمک های لازم را انجام دهند. دیگر نیازی به تسکین جنگ در اروپای غربی نبود و سازمانی در لهستان مستقر کرد و قحطی لهستان را که در زمستانهای ۲۰-۱۹۱۹ آغاز شده بود ، تسکین داد.

## مدت زمان
در اوایل دهه ۱۹۲۰ یک سری قحطی رخ داد. اولین قحطی در اتحاد جماهیر شوروی در سالهای ۲۳-۱۹۲۱ اتفاق افتاد و توجه بین‌المللی را به خود جلب کرد. بیشترین آسیب دیده مناطق جنوب شرقی روسیه اروپا از جمله منطقه ولگا است . تخمین زده می شود ۱۶ میلیون نفر دچار قحطی شده اند و تا ۵ میلیون نفر نیز جان باخته اند. 

## تلاش های امدادی
در تابستان سال ۱۹۲۱ و در جریان یکی از بدترین قحطی های تاریخ ، ولادیمیر لنین ، رئیس دولت جدید اتحاد جماهیر شوروی ، به همراه ماکسیم گورکی ، در نامه سرگشاده ای خطاب به "همه مردم اروپایی و آمریکایی" ، درخواست کرد "نان بدهند و دارو".  گورکی در نامه سرگشاده به همه ملل ، مورخ ۱۳ ژوئیه ۱۹۲۱ ، قحطی که کشورش را در آستانه گرسنگی آورده بود ، توصیف کرد.  هربرت هوور ، که بعداً رئیس جمهور ایالات متحده شد ، بلافاصله پاسخ داد و مذاکره با روسیه در پایتخت لتونی ، ریگا صورت گرفت .  تلاش اروپاییان توسط کاشف معروف قطب شمال فریتیوف نانسن از طریق کمیته بین‌المللی امداد روسیه (ICRR) انجام شد 

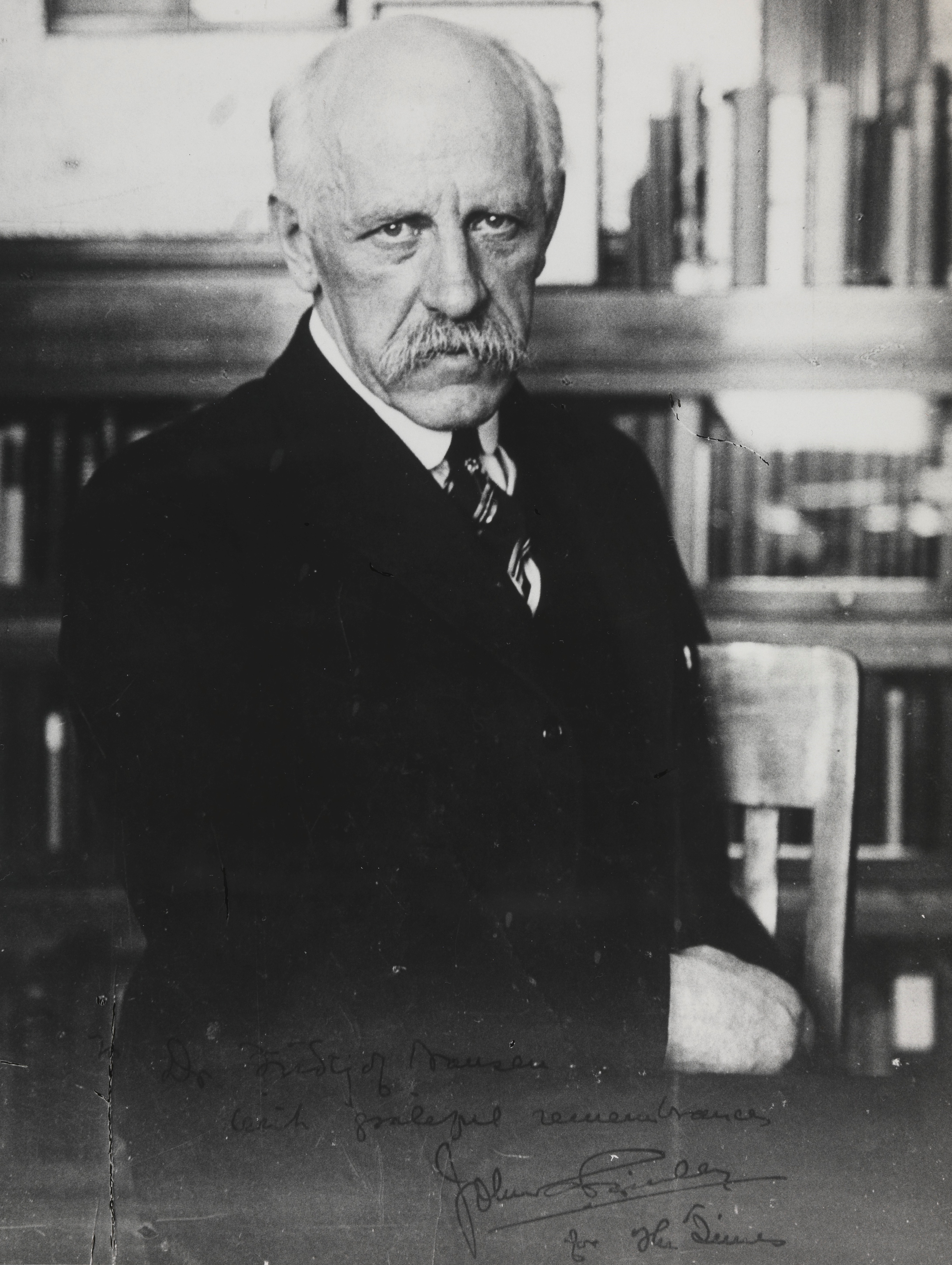
فریتیوف نانسن ، کاوشگر و دیپلمات نروژی ، در بخشی از کار خود به عنوان کمیساریای عالی امداد در روسیه ، با دریافت جایزه صلح نوبل ۱۹۲۲ ، مورد تقدیر قرار گرفت.

پس از حمله آلمانی ها به بلژیک در سال ۱۹۱۴ ، هوور کمیته امداد بلژیک را برای کاهش تخریب و گرسنگی ناشی از آن تشکیل داد. با گسترش جنگ جهانی اول ، سازمان لهستانی هنگامی که بعد از آن وارد شمال فرانسه شد ، از فرانسه و آلمان از ۱۹۱۹ تا ۱۹۱۴ به فرانسه و آلمان کمک کرد .  در سالهای ۱۹۲۱ و ۱۹۲۰ ، یک وعده غذایی را برای ۳/۳ میلیون کودک در فنلاند ، استونی ، مناطق مختلف روسیه ، لتونی ، لیتوانی ، لهستان ، اوکراین ، چکسلواکی، اتریش ، مجارستان و ارمنستان فراهم کرد. هنگامی که عملیات تغذیه اضطراری خود را در روسیه آغاز کرد ، قصد داشت حدود یک میلیون کودک روسی را برای یک سال کامل تغذیه کند.  نهادهای دیگری مانند کمیته خدمات دوستان آمریکایی ، کمیته امداد رسانی با کمک صندوق نجات کودکان انگلیس به عنوان سهم اصلی ، بعداً نیز شرکت کردند.  همانطور که مورخ داگلاس اسمیت می نویسد ، کمک غذایی به "نجات روسیه کمونیست از ویرانی" کمک می کند. 
آمریکا نخستین کشوری بود که پاسخ داد ، با انتصاب سرهنگ ویلیام هاسکل به سرپرستی اداره امداد آمریکا (ARA) در روسیه. طی یک ماه کشتی های پر از مواد غذایی عازم روسیه شدند. کمک کننده اصلی تلاش امدادرسانی بین‌المللی ، اداره امداد آمریکا (ARA) است که توسط هوور تأسیس و اداره شده است.    اگرچه توافق کرده بود برای یک میلیون نفر ، که بیشتر کودکان هستند ، غذا تهیه کنیم ، در طی یک سال روزانه بیش از ده برابر این تعداد تغذیه می کرد. 
ARA تأکید کرد که استقلال کامل در مورد نحوه توزیع مواد غذایی داشته و شرط آنکه بدون توجه به "نژاد ، عقاید یا وضعیت اجتماعی" باشد ، شرط شده در بخش ۲۵ توافق نامه ریگا. چارلز بارتلت ، روزنامه نگار نوشت ،  سخنگویان آمریکا گفتند که آنها همچنین می خواهند تسهیلات ذخیره سازی در روسیه ساخته شود ، و انتظار داشتند که دسترسی کامل به آنها داشته باشند تا اطمینان حاصل کنند که غذا به درستی توزیع شده است. 
هوور همچنین خواستار استفاده روسیه از برخی از ذخایر طلای خود برای پرداخت هزینه های امدادرسانی شد. وی ۱۸ میلیون دلار از رهبری روسیه ، ۲۰ میلیون دلار از کنگره آمریکا ، ۸ میلیون دلار از ارتش آمریکا و پول اضافی از مؤسسات خیریه آمریکا تأمین کرد تا در مجموع تقریباً ۷۸ میلیون دلار از این منابع دریافت کنند.  پس از توافق در ریگا ، ایالات متحده نخستین آشپزخانه خود را در پتروگراد مستقر کرد ، جایی که ۱.۶ میلیون نفر در آن گرسنه بودند. 
روزانه بیش از ده میلیون نفر سیر می شدند که بخش عمده ای از غذای ARA به آن می رسید. ARA بیش از ۷۶۸ میلیون تن آرد ، دانه ، برنج ، لوبیا ، گوشت خوک ، شیر و شکر ، با ارزشی در زمان بیش از ۹۸ میلیون دلار فراهم کرده بود.  به منظور حمل و توزیع مواد غذایی پس از جمع آوری در ایالات متحده ، ARA از ۲۳۷ کشتی ، تحت هدایت ۲۰۰ آمریکایی استفاده کرده و به کمک ۱۲۵۰۰۰ روس آمدند. 
اما حتی بعد از رسیدن غذا به نیازمندان ، سرهنگ هاسکل ، هوور را از خطر جدید غیرمنتظره آگاه کرد. وی توضیح داد که سوخت برای گرم کردن یا پخت‌وپز در دسترس نیست و میلیون ها دهقان روسی لباس هایی متشکل از پارچه داشتند که منجر به مرگ حتمی در اثر قرار گرفتن در معرض سرما در طی زمستان نزدیک می شود. 
کودکان در معرض خطر شامل کودکان یتیم خانه ها و مؤسسات دیگر می شدند ، زیرا معمولاً فقط یک پوشاک داشتند که غالباً از کیسه های آرد تهیه می شدند و برای گرم نگه داشتن آنها فاقد کفش ، جوراب ساق بلند ، لباس زیر و یا هر لباسی بودند. همچنین کودکانی که در خانه به همراه والدین خود زندگی می کردند ، در معرض خطر بودند همچنین لباس کافی نداشتند و همین امر باعث می شد آنها نتوانند به آشپزخانه های امدادی آمریکا برسند. سرهنگ هاسکل به آقای هوور اجازه داد که حداقل یک میلیون کودک به شدت به لباس نیاز دارند . در پاسخ ، هوور به سرعت طرحی را برای جمع آوری و ارسال بسته های پوشاک به روسیه آغاز کرد که از کمک های افراد ، مشاغل و بانک ها حاصل می شود. 

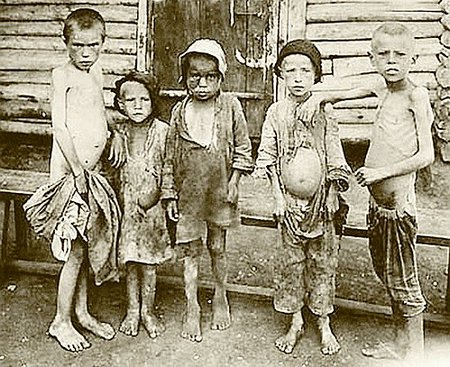
کودکان گرسنه در سال ۱۹۲۲

نیازهای پزشکی نیز مهم بود. همانطور که دکتر هنری بیوکس ، رئیس بخش پزشکی روسیه یادآور شد ، امدادرسانی آمریکا بیش از ۱۶۰۰۰ بیمارستان را که روزانه بیش از یک میلیون نفر معالجه می کردند ، تأمین می کرد.  از آنجا که این مؤسسات در مناطقی پراکنده بودند که راه آهن معدودی داشتند و غالباً جاده های ضعیف داشتند ، در حالی که برخی بیمارستان ها بیش از هزار مایل از پایگاه اصلی عرضه در مسکو داشتند ، این کار مهم بود. دکتر لوئیز ال شاپیرو ، سرهنگ ارتش که یکی از مدیران پزشکی ARA در روسیه بود ، یادآوری می کند که جنوب روسیه چیزی بیش از "رودخانه های گل آلود برای جاده ها ، با دشت های بی حد و حصر" ندارد.  شاپیرو گفت: "بعد از تأسیس آشپزخانه های ما و کلینیک های ما قادر به توزیع تجهیزات پزشکی بودند." 
به گفته دکتر بووک، همه چیز از نظر تختخواب ، پتو ، روتختی و بیشتر ابزارها و داروها از نظر کمبود برخوردار بود. عمل در اتاق عمل جراحی بدون گرم و اغلب با دستهای لخت انجام می شود. زخم ها با روزنامه یا دستمال پوشیده شده بودند. منابع آب با بخش اعظم لوله کشی غیرقابل استفاده آلوده شدند.
برای کمک به اورژانس پزشکی گسترده ، ARA تجهیزات پزشکی که شامل بیش از ۲،۰۰۰ وسایل مختلف مورد نیاز بود ، از داروها گرفته تا ابزارهای جراحی توزیع کرد. در کل ۱۲۵۰۰۰ بسته پزشکی وجود داشت که وزن آن ۱۵ میلیون پوند بود که با شصت و نه کشتی مختلف ارسال شده بود.  به گفته دکتر شاپیرو ، وقتی ARA در سال ۱۹۲۳ روسیه را ترک کرد ، پس از دو سال تلاش امدادی ، "روسها را از شر قحطی و مرگ نجات داد . می توانم بگویم که هیچ سازمان امدادی تاکنون اینقدر تلاش نکرده است . " 

در ماه مه سال ۱۹۲۲، لو کامنف ، رئیس جمهور اتحاد جماهیر شوروی و نایب رئیس کلیه کمیته های امداد قحطی روسیه ، نامه ای به کلن نوشت. هاسکل با تشکر از او و ARA بخاطر کمکش ، ضمن اینکه ادای احترام به مردم آمریکا کرد.  
دولت و ملت روسیه هرگز کمکهای سخاوتمندانه ای را که در فاجعه وحشتناک و خطراتی که بر سر آنها صورت گرفته بود ، فراموش نخواهند کرد ... آرزو می کنم از طرف دولت اتحاد جماهیر شوروی ، رضایت و تشکر خود را از اداره امداد آمریکا ابراز کنم ، از طرف شخص شما ، برای پشتیبانی قابل توجهی که آنها به جمعیت مصیبت زده منطقه ولگا ارائه می دهند.

تا تابستان سال ۱۹۲۳ ، تخمین زده می شد که امداد ایالات متحده به روسیه بیش از دو برابر کل امداد که توسط سایر سازمانهای خارجی دیگر در کنار هم داده شده بود ، باشد.  آژانس های اروپایی با هماهنگی ICRR نیز دو میلیون نفر در روز تغذیه می کنند ، در حالی که اتحادیه بین‌المللی صندوق نجات کودکان تا ۳۷۵،۰۰۰ نفر را تغذیه می کند.   این عملیات خطرناک بود - چندین کارگر به دلیل وبا درگذشت — و بدون منتقدان آن نبود ، از جمله دیلی اکسپرس ، که ابتدا شدت قحطی را تکذیب می کرد ، و سپس استدلال می کرد که این پول بهتر هزینه می شود.

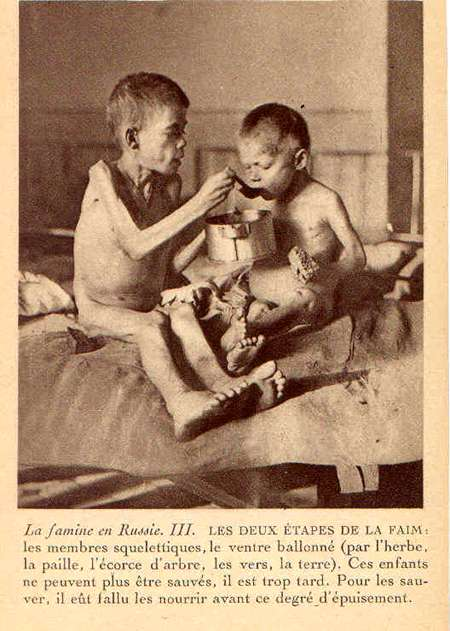
عکس های نانسن در کارت پستال ها به منظور افزایش آگاهی در مورد قحطی بود

در طول سالهای ۱۹۲۳ و ۱۹۲۲، از آنجا که قحطی هنوز گسترده بود و ARA هنوز هم تجهیزات امدادی را فراهم می کرد ، غلات توسط دولت اتحاد جماهیر شوروی برای جمع آوری بودجه برای احیای صنعت صادر می شد. این حمایت جدی غرب برای امداد را به خطر انداخت. دولت جدید اتحاد جماهیر شوروی تأکید کرد که اگر ARA را به حالت تعلیق درآورد ، ARA حدود ۱۰،۰۰۰،۰۰۰دلار وام خارجی برای آنها ترتیب می دهد. ARA قادر به انجام این کار نبود ، و همچنان به حمل مواد غذایی گذشته از غلات که در خارج از کشور فروخته می شد ، می پرداخت.  
| سهم آمریکا در تلاش برای کمک به قحطی روسیه |               |
| ----------------------------------------- | ------------- |
| کودکان روزانه تغذیه شده                   | ۴،۱۷۳،۳۳۹     |
| بزرگسالان روزانه تغذیه شده                | ۶،۳۱۷،۹۵۸     |
| حداکثر تعداد روزانه تغذیه می شوند         | ۱۰،۴۹۱،۲۹۷    |
| تعداد وعده های غذایی                      | ۱،۷۵۰،۰۰۰،۰۰۰ |
| تعداد آشپزخانه های مجزا باز شده           | ۲۱،۴۳۵        |
| لباس مردم                                 | ۳۳۳،۱۲۵       |
| ارزش تجهیزات پزشکی                        | $۷،۶۸۵،۰۰۰    |
| وسایل مورد نیاز بیمارستان ها              | ۱۶،۴۰۰        |
| تعداد مایه‌کوبی شده                        | ۶،۳۹۶،۵۹۸     |
| تعداد واکسن های داده شده                  | ۱،۳۰۴،۴۰۱     |
| تن غذا تهیه شده است                       | ۹۱۲،۱۲۱       |
| لوازم پزشکی ارائه شده است                 | ۷،۵۰۰         |
| تعداد کشتی های آمریکایی مورد استفاده شده  | ۲۳۷           |

## شمار کشته شدگان

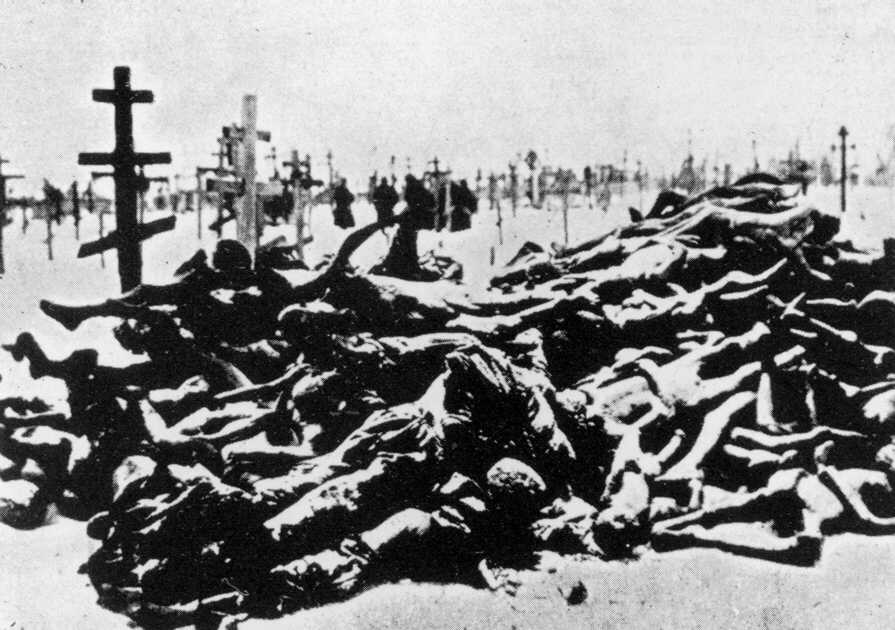
اجساد کشته های قحطی

مانند سایر قحطی های بزرگ ، دامنه تخمین ها قابل توجه است. یک نشریه رسمی اتحاد جماهیر شوروی در اوایل دهه ۱۹۲۰ به این نتیجه رسید که حدود ۵ میلیون مرگ در سال ۱۹۲۱ در اثر قحطی و بیماری های مرتبط رخ داده است: این تعداد معمولاً در کتاب های درسی نقل می شود.  ارقام محافظه کارانه بیشتر از یک میلیون نفر در نظر نگرفتند ، در حالی که ارزیابی دیگر ، بر اساس بخش پزشکی آرا ، از دو میلیون نفر صحبت می کرد.  در طرف دیگر این مقیاس ، برخی منابع از ده میلیون کشته صحبت کردند.  به گفته برتراند پاتناود، "پس از دهها میلیون قربانی جنگ ، قحطی و ترور در قرن بیستم ، چنین تعداد به سختی اغراق آمیز به نظر می رسد". 

## کاربردهای سیاسی
قحطی در پایان شش سال و نیم ناآرامی و خشونت به وقوع پیوست (نخست جنگ جهانی اول ، سپس دو انقلاب روسیه در سال ۱۹۱۷ ، سپس جنگ داخلی روسیه). بسیاری از جناح های مختلف سیاسی و نظامی در آن رویدادها شرکت داشتند و اکثر آنها توسط دشمنانشان متهم شده اند که به قحطی کمک کرده اند و یا حتی مسئولیت این مسئولیت را برعهده داشته اند. 
بلشویکها اقدام به تصرف املاک کلیسا در سال ۱۹۲۲ کردند. در آن سال بیش از ۴.۵ میلیون روبل طلایی اموال توقیف شد. از این تعداد ، یک میلیون روبل طلا برای کمک به قحطی هزینه شده است.  در نامه ای مخفی ۱۹ مارس ۱۹۲۲ به دفتر سیاسی ، لنین اظهار داشت قصد دارد چند صد میلیون روبل طلایی را برای رفع قحطی توقیف کند. 
در نامه پنهانی لنین به دفتر سیاسی ، لنین توضیح می دهد که قحطی فرصتی را علیه کلیسا فراهم می کند.  ریچارد پایپس استدلال کرد که قحطی از نظر سیاسی بهانه ای برای رهبری بلشویک ها برای آزار و اذیت کلیسای ارتدکس بود ، که باعث افزایش چشمگیر بسیاری از دهقانان شد. 
مهاجران سفید ضد بلشویک روسیه در لندن ، پاریس و جاهای دیگر نیز از قحطی به عنوان یک فرصت رسانه ای برای برجسته کردن ظلم های ادعا شده رژیم اتحاد جماهیر شوروی در تلاش برای جلوگیری از تجارت با و رسمیت شناختن رسمی دولت بلشویک استفاده کردند. 